# Louis Bostyn
Louis Bostyn  (Roeselare, 4 oktober 1993) is een Belgisch voetballer die als doelman speelt. Hij speelt sinds 2014 bij SV Zulte Waregem.

## Clubcarrière
Bostyn speelde twee seizoenen in de tweede klasse bij KSV Roeselare. In het seizoen 2012/13 speelde hij vier wedstrijden, het seizoen erop slechts een. In de zomer van 2014 verhuisde hij naar SV Zulte Waregem, waar hij de concurrentie aangaat met Sammy Bossut en Kenny Steppe. Hij debuteerde voor de West-Vlaamse club in de derde voorronde van de Europa League tegen het Poolse Zawisza Bydgoszcz. In het seizoen 2015/16 speelde hij geen wedstrijden voor Zulte Waregem. In het seizoen 2016/17 won hij als reservedoelman de Beker van België met Zulte Waregem.
In het seizoen 2020/21 kreeg Bostyn zijn kans als eerste doelman na de blessure van Sammy Bossut en de mindere prestaties van Eike Bansen. Op 26 december 2020 stopte Bostyn een penalty in de competitiewedstrijd tegen Cercle Brugge en had hij zo een belangrijk aandeel in de 1-0 overwinning. Ook nadat Bossut terugkeerde uit blessure liet coach Francky Dury Bostyn in doel staan.

## Statistieken
| Seizoen | Club          | Land   | Competitie      | Competitie | Competitie | Beker | Beker | Europa | Europa | Ander | Ander | Tot  |
| Seizoen | Club          | Land   | Competitie      | Wed.       | Dlp.       | Wed.  | Dlp.  | Wed.   | Dlp.   | Wed.  | Dlp.  | Wed. |
| ------- | ------------- | ------ | --------------- | ---------- | ---------- | ----- | ----- | ------ | ------ | ----- | ----- | ---- |
| 2012/13 | KSV Roeselare | België | Tweede Klasse   | 4          | 0          | —     | —     | —      | —      | —     | —     | 4    |
| 2013/14 | KSV Roeselare | België | Tweede Klasse   | 1          | 0          | —     | —     | —      | —      | —     | —     | 1    |
| 2014/15 | Zulte Waregem | België | Eerste Klasse A | —          | —          | —     | —     | 2      | 0      | —     | —     | 2    |
| 2015/16 | Zulte Waregem | België | Eerste Klasse A | —          | —          | —     | —     | —      | —      | —     | —     | 0    |
| 2016/17 | Zulte Waregem | België | Eerste Klasse A | 3          | 0          | —     | —     | —      | —      | —     | —     | 3    |
| 2017/18 | Zulte Waregem | België | Eerste Klasse A | 9          | 0          | 1     | 0     | 4      | 0      | 1     | 0     | 15   |
| 2018/19 | Zulte Waregem | België | Eerste Klasse A | 5          | 0          | —     | —     | —      | —      | —     | —     | 5    |
| 2019/20 | Zulte Waregem | België | Eerste Klasse A | —          | —          | —     | —     | —      | —      | —     | —     | 0    |
| 2020/21 | Zulte Waregem | België | Eerste Klasse A | 28         | 0          | —     | —     | —      | —      | —     | —     | 28   |
| 2021/22 | Zulte Waregem | België | Eerste Klasse A | 10         | 0          | —     | —     | —      | —      | —     | —     | 10   |
| 2022/23 | Zulte Waregem | België | Eerste Klasse A | 12         | 0          | —     | —     | —      | —      | —     | —     | 12   |
| 2023/24 | Zulte Waregem | België | Eerste Klasse B | 14         | 0          | 1     | 0     | —      | —      | —     | —     | 15   |
| 2024/25 | Zulte Waregem | België | Eerste Klasse B | 0          | 0          | 3     | 0     | —      | —      | —     | —     | 3    |
| Totaal  | Totaal        | Totaal | Totaal          | 86         | 0          | 5     | 0     | 6      | 0      | 1     | 0     | 98   |

Bijgewerkt tot 20 december 2024.
1 Bostyn ·
3 Tanghe ·
4 Lemoine ·
7 Challouk ·
8 Rommens ·
9 Vossen  ·
10 Ablo Traoré ·
11 Gavriel ·
14 Barkarson ·
17 Diop ·
18 Tambedou ·
19 Nyssen ·
20 Hedl ·
21 Nnadi ·
22 Opoku ·
23 Van der Gouw ·
24 Erenbjerg ·
27 Diabaté ·
31 Willen ·
42 Dobbels ·
47 Labie ·
50 Van Damme ·
55 Cappelle ·
59 Demuynck ·
64 Sergeant ·
Coach: Vandenbroeck